# Janina Fetlińska

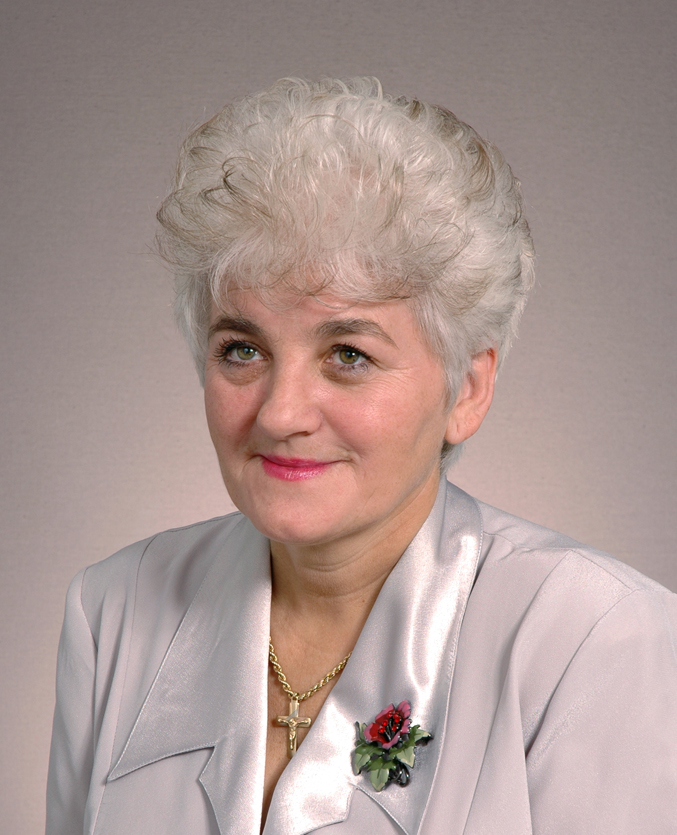
Janina Fetlińska (2005)

Janina Fetlińska (* 14. Juni 1952 in Tuligłowy in der Woiwodschaft Karpatenvorland; † 10. April 2010 in Smolensk, Russland) war eine polnische Politikerin, Doktorin der medizinischen Wissenschaft und Senatorin.

## Leben
1977 beendete Fetlińska das Studium im Fachbereich für Krankenschwestern an der Medizinischen Universität Lublin in Lublin. Anschließend spezialisierte sie sich in der Sozialmedizin, dann war sie in der Organisation für Gesundheitsschutz und 1986 Doktorin der medizinischen Wissenschaft in der Krankenpflege.
Von 1977 bis 1991 war Fetlińska Leiterin des Fortbildungszentrum für medizinische Mitarbeiter in der masowischen Krankenhausvereinigung in Ciechanów. Anschließend war sie ab 1998 Direktorin im Woiwodschaftszentrum für Organisation und Ökonomie im Gesundheitsschutz, ebenfalls in Ciechanów. Für vier Jahre leitete sie die Abteilung des masowischen Zentrum für öffentliche Gesundheit in Ciechanów. In den Jahren 1996 bis 2004 war Fetlińska Vizedirektorin im Direktorat des Instituts für Gesundheitserziehung und Gesundheitshilfe in Ciechanów an der Humanistischen Hochschule Aleksander Gieysztor in Pułtusk, heute Akademia Humanistyczna genannt. Bis 2005 arbeitete sie auch als Hochschullehrerin an der staatlichen Berufshochschule in Ciechanów.
In den Jahren von 1998 bis 2005 hatte Fetlińska einen Sitz im Kreisrat vom Powiat Ciechanowski. Bei den polnischen Parlamentswahlen von 2005 wurde sie zur Senatorin gewählt, aufgestellt von der Partei Recht und Gerechtigkeit (Prawo i Sprawiedliwość) im Wahlbezirk von Płock. Bei den Parlamentswahlen von 2007 wurde sie zum zweiten Mal zur Senatsabgeordneten gewählt, wo sie 103.365 Stimmen erhielt.
Am 10. April 2010 gehörte Fetlińska zu einer polnischen Delegation um Staatspräsident Lech Kaczyński, die anlässlich des siebzigsten Jahrestages des Massakers von Katyn zur Gedenkstätte nach Russland reisen sollte. Bei einem Flugunfall der Delegation nahe dem Militärflugplatz Smolensk-Nord kam sie jedoch gemeinsam mit weiteren hochrangigen Repräsentanten Polens ums Leben.
Postum wurde Fetlińska am 16. April 2010 das Komturkreuz des Ordens Polonia Restituta (Krzyż Komandorski Orderu Odrodzenia Polski) verliehen.